# Баглан (провинция)
Багла́н (пушту ‎и дари بغلان) — провинция на севере-востоке Афганистана. Административный центр — город Пули-Хумри. На западе граничит с провинцией Саманган, на севере — с Кундузом, на северо-востоке — с Тахаром, на юго-востоке — с Панджшером, на юго-западе — с Бамианом, на юге — с Парваном.

## История
Провинция Баглан была образована в 1964 году в результате раздела бывшей провинции Каттаган (Катагхан).
В годы афганской войны (1979—1989) в уездах провинции Баглан: Пули Хумри, Баглан, Бану, Доши и др. дислоцировались воинские части (подразделения) 201-й мотострелковой дивизии.
В период с 25 августа 1998 по 2001 провинция управлялась движением Талибан.

## Население
В провинции проживают хазарейцы-исмаилиты (15 %), таджики (55 %), пуштуны (20 %), узбеки (9 %) и татары.

## Административное деление

Провинция Баглан делится на 15 районов:
- Андараб
- Баглани-Джадид
- Бурка
- Гухаргахи-Нур
- Даханаи-Хури
- Дих-Салах
- Души
- Нахрин
- Пули-Хисар
- Пули-Хумри
- Тала-ва-Барфак
- Фаранг-ва-Хари
- Хаджа-Ниджран
- Хинджан
- Хост-ва-Ференг
- Данде Гори